# Isabelle MacDuff
Pour les articles homonymes, voir Isabella.
Isabelle de Fife ou Isabelle MacDuff (née vers 1270, morte après 1313), est une noble écossaise, comtesse de Buchan à la suite de son mariage avec John Comyn († 1308).

## Origine et famille
Isabelle est issue du Clan MacDuff, elle est la fille de Colbán de Fife († 1270/1272) et de son épouse Anna qui était peut-être une fille d'Alan Durward. De ce fait elle était la sœur de Duncan III († 1289) et la tante de Duncan IV († 1353). Née probablement vers 1270 elle avait épousé John Comyn († 1308) comte de Buchan, mais le couple demeure sans enfant.

## Comtesse de Buchan
Isabelle de Fife comtesse de Buchan apparaît dans les sources pour la première fois en octobre 1297 lorsqu'elle administre les États anglais de son époux. En effet John Comyn, capturé après la défaite écossaise lors de la bataille de Dunbar en 1296, venait d'être libéré et retournait en Écosse.
La vie d'Isabelle de Fife se poursuit sans événement particulier jusqu'en 1306. Cette année-là le 25 mars, elle place la couronne sur la tête du roi Robert Ier d'Écosse lors de son intronisation à Scone.

## Couronnement de Robert Bruce
Les comtes de Fife issus du clan MacDuff une lignée cadette de l'antique famille royale écossaise, issue du roi Dubh Ier d'Écosse jouissaient du privilège et de l'importante fonction de couronner les rois d'Écosse le jour de leur intronisation. G.W.S. Barrow estime toutefois que ce geste n'était pas essentiel à la validité de la cérémonie.
Son neveu Duncan IV de Fife, âgé de 16 ans était entre les mains du roi Édouard Ier d'Angleterre et il était évident qu'il ne participerait pas à la cérémonie. Sa tante Isabelle, unique représentante de la famille, accepte donc de se joindre aux trois autres comtes présents John Strathbogie († 1306), comte d'Atholl, Malcolm II († 1333), comte de Lennox et Alan Stuart († 1309) comte de Menteith qui étaient sans doute accompagnés de Donald II de Mar († 1332), comte de Mar, un jeune enfant neveu du roi Robert Ier .
Bien que la chronique affirme que la comtesse Isabelle aurait abandonné de manière déloyale son époux John Comyn pour participer à la cérémonie il semble bien plus probable que ce dernier se trouvait à cette époque en Angleterre et qu'Isabelle résidait dans son domaine de Balmullo dans l'ouest de la paroisse de Leuchars dans le comté de Fife, d'où il était facile de gagner Scone. Isabelle ne revit jamais après la cérémonie son mari John Comyn comte de Buchan. Ce dernier était un parent proche et un allié de John III Comyn seigneur de Badenoch qui avait été assassiné le 10 février 1306 par Robert Bruce ce qui rendait l'initiative de son épouse impardonnable. John Comyn est vaincu à Inverurie le 22 mai 1308 par Robert Ier. Il se réfugie dans ses domaines anglais où il meurt avant la fin de l'année pendant que le roi le déchoit de son titre de comte de Buchan.
La rumeur propagée par les Anglais impute la décision « patriotique » d'Isabelle de Mar au fait qu'elle était la maîtresse de Robert Bruce. La comtesse Isabelle demeure ensuite avec la nouvelle famille royale, les mois suivants au château de Kildrummy dans le comté de Mar et puis s'éloignant vers le nord à la recherche d'un refuge avec les autres femmes dont la reine et Marjory la fille de Robert Ier elles se réfugient St Duthac à Tain dans le Ross-shire où elles sont capturées par le comte de Ross William (II) Ross, en septembre 1306 et livrées aux Anglais.

## Prisonnière
Le rôle symbolique joué par Isabelle de Fife lors du couronnement de Robert Ier lui vaut un traitement très rigoureux. Isabelle de Fife, Marie et Christina Bruce (les sœurs du roi) et sa fille Marjory sont enfermées dans des cages de bois fixées aux murs des châteaux de Berwick et de Roxburgh Bien que les femmes aient reçu la possibilité de préserver leur intimité, l'aspect dégradant et l'humiliation liée à cette peine, qui semble être d'origine italienne, témoigne à la fois de la gravité de leurs fautes et de la frustration ressentie par le roi Édouard Ier face à cette nouvelle rébellion écossaise. Sir Robert Keith et Sir John Mowbray font les années suivantes une tentative pour obtenir la grâce de la comtesse en intervenant auprès de son neveu Duncan IV, comte de Fife, mais en vain. Isabelle est finalement libérée de sa cage en juin 1310 et enfermée pour sa pénitence dans le couvent des Carmélites de Berwick. Trois ans plus tard, en avril 1313, elle est confiée à la garde d'Henri de Beaumont, époux d'Alice Comyn, la nièce et cohéritière de son époux John Comyn, et termine sa vie dans l'obscurité. La date de sa mort demeure inconnue.